# 希吉兹蒙德·列瓦涅夫斯基
希吉兹蒙德·亚历山德罗维奇·列瓦涅夫斯基（俄语：Сигизмунд Александрович Леваневский，1902年5月15日—1937年8月13日）苏联长途飞行试飞员，毕业于叶伊斯克高等军事航空学校，1934年切柳斯金号汽船营救行动中获蘇聯英雄称号。1937年穿越北极飞行中失联遇难。法兰士约瑟夫地群岛列瓦涅夫斯基岛以他的名字命名。